# Rue Saint-Vincent (Montréal)
Pour les articles homonymes, voir Saint-Vincent.
La rue Saint-Vincent est une voie de Montréal.

## Situation et accès
Cette petite rue historique d'axe nord-sud du Vieux-Montréal est à sens unique (du nord vers le sud), et située une rue à l'ouest de la place Jacques-Cartier. Elle relie la rue Notre-Dame à la rue Saint-Paul et croise la rue Saint-Amable, animée par des artistes et artisans.

## Origine du nom
La rue porter le nom du saint patron de Jean-Vincent Philippe de Hautmesnil propriétaire des terrains sur lesquels la rue fut ouverte.

## Historique
La rue Saint-Vincent est ouverte par Jean-Vincent Philippe de Hautmesnil en 1676 afin de faciliter le lotissement de son terrain.  
Dès le XIXe siècle, la rue Saint-Vincent est réputée en tant que lieu gastronomique. L'ancien hôtel Richelieu était à l'époque le rendez-vous du monde littéraire et du théâtre.
Large de 24 pieds français (7,8 mètres) à l'origine, la rue est élargie plusieurs fois. La construction du palais de justice, aujourd'hui l'Édifice Ernest-Cormier, entraîna la démolition de plusieurs maisons de 1920 à 1922.

## Bâtiments remarquables et lieux de mémoire
|  |  |  |  |